# 4e bataillon d'infanterie (Australie)
Le 4e bataillon d'infanterie australien est une division de l'armée de terre australienne. Levé à l'origine dans le cadre de la première Force impériale australienne pendant la Première Guerre mondiale, le bataillon fait partie de la 1re brigade (en), rattachée à la 1re division.
Pendant la guerre, le bataillon combat à Gallipoli et dans les tranchées du front occidental, avant d'être dissous en 1919. En 1921, il est reconstitué en tant qu'unité de milice et désigné sous le nom de « 4e bataillon (Australian Rifles) », adoptant la désignation de l'unité de milice des Australian Rifles dont proviennent de nombreuses recrues du bataillon pendant la guerre. En 1930, le bataillon est fusionné avec le 3e bataillon (Werriwa Regiment) (en) et ils restent liés jusqu'en 1936, date à laquelle ils sont dissociés.
Pendant la Seconde Guerre mondiale, le 4e bataillon fait partie de la 8e brigade (en). Au départ, le bataillon est utilisé comme troupes de garnison en Australie, servant en Australie occidentale. Au début de 1944, il est déployé en Nouvelle-Guinée au sein de la 5e division, où il participe aux campagnes de la péninsule de Huon et d'Aitape-Wewak, avant de retourner en Australie au début de 1946 et d'être ensuite dissous.
En 1957, le bataillon est réorganisé dans le cadre de l'armée de réserve australienne, perpétuant les honneurs de bataille des unités existantes qui ont combattu pendant la Première et la Seconde Guerre mondiale. En 1960, avec l'introduction de l'organisation pentropique australienne (en) dans l'armée et la formation subséquente du Royal New South Wales Regiment, le bataillon est absorbé par le 3e bataillon (Royal New South Wales Regiment), formant les compagnies « D » et « E » de cette unité. En 1965, le bataillon est reformé sous le nom de « 4e bataillon, Royal New South Wales Regiment » et continue d'exister jusqu'en 1987, date à laquelle il est à nouveau fusionné avec le 3e bataillon pour former le 4e /3e bataillon, Royal New South Wales Regiment (en), une unité qui existe toujours aujourd'hui.

## Lignée
Comme de nombreuses unités d'infanterie australiennes, le 4e bataillon a une lignée alambiquée. On peut remonter ses origines à deux unités distinctes des forces coloniales de Nouvelle-Galles du Sud. La première de ces unités est le Newtown Volunteer Rifle Regiment, formé en 1862, tandis que la seconde est le Ashfield Volunteer Reserve Corps, levé en 1885. En 1914, ces unités - qui ont évolué à travers une série de réorganisations et de redésignations pour devenir le 29e régiment d'infanterie (Australian Rifles) et les 37e et 38e régiments d'infanterie - constituent la base sur laquelle le 4e bataillon de l'AIF est levé, bien que ces unités continuent à exister pendant toute la guerre.

## Histoire

### Première Guerre mondiale
En raison des dispositions du Defence Act 1901, qui interdit d'envoyer des conscrits combattre à l'étranger, la décision est prise, après le début de la guerre, de lever une force entièrement volontaire en dehors des unités de milice existantes. Cette force est connue sous le nom de force impériale australienne (AIF) et est utilisée pour combattre à l'étranger en Europe et au Moyen-Orient, tandis que la milice resta en Australie pour effectuer son service national. Néanmoins, de nombreux membres de la milice rejoignent l'AIF et sont affectés à des unités sur une base territoriale. Par conséquent, de nombreux bataillons de l'AIF adoptent l'identité de leurs unités de milice associées. Le 4e bataillon est levé en Nouvelle-Galles du Sud dans les deux semaines qui suivent le début de la guerre,, avec un grand nombre de ses recrues provenant du 29e régiment d'infanterie (Australian Rifles) et des 37e et 38e régiments d'infanterie. La majorité de ce personnel provient du centre de Sydney, bien que le bataillon attire également des hommes d'Albury, Cootamundra, Goulburn et Wagga Wagga.

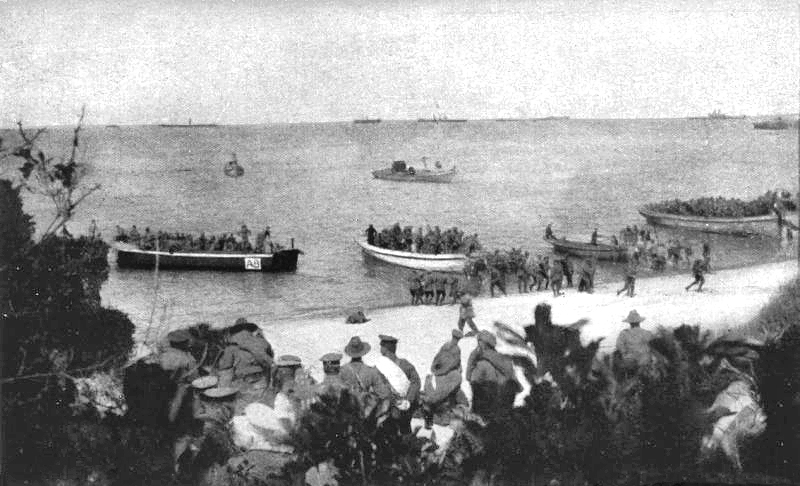
Les membres du 4e bataillon débarquant à Gallipoli.

Initialement, le bataillon se concentre dans la ville de Randwick, dans les faubourgs de Sydney, formant la 1re brigade (en) avec les 1er, 2e (en) et 3e bataillon (en). Après seulement deux mois d'entraînement, le bataillon est parmi les premières unités australiennes à être déployées à l'étranger, arrivant en Égypte le 2 décembre 1914. Le bataillon poursuit ensuite son entraînement et participe à la défense du canal de Suez avant de prendre part au débarquement de la baie ANZAC le 25 avril 1915 en tant que membre des deuxième et troisième vagues. Le jour suivant, son commandant, le lieutenant-colonel Astley Thompson, qui vient de prendre la relève de l'adjudant capitaine Iven Mackay qui commande temporairement le bataillon en l'absence de Thompson, est tué au combat. En août, le bataillon prend part à l'attaque de Lone Pine (en), après quoi il est impliqué dans l'impasse défensive qui s'ensuit jusqu'à son évacuation de la péninsule avec le reste de la force en décembre 1915.

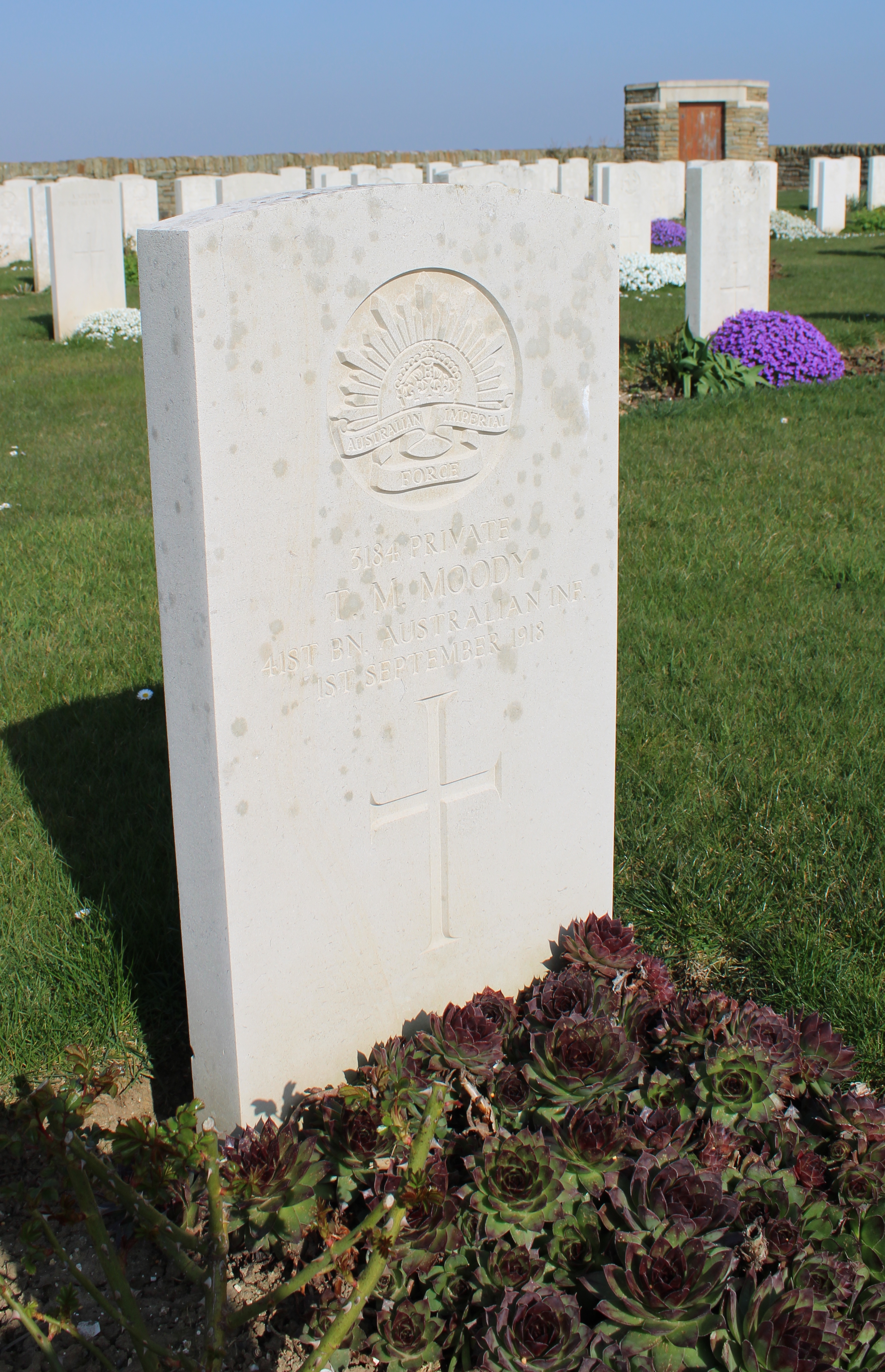
Tombe de T.M. Moody, soldat du 4e bataillon, inhumé à Suzanne (Somme).

Après le retrait de Gallipoli, le bataillon retourne en Égypte où l'AIF connait une période d'expansion et de réorganisation. En mars 1916, le 4e bataillon, ainsi que le reste de la 1re division, est transféré sur le théâtre d'opérations européen où, pendant les deux ans et demi qui suivent, le bataillon sert dans les tranchées du front occidental en France et en Belgique. La première action majeure du bataillon en France a lieu à Pozières en juillet 1916. Le bataillon combat ensuite à Ypres, en Belgique, avant de retourner dans la Somme en hiver, où il joue un rôle principalement défensif. En 1918, le bataillon contribue à arrêter l'offensive de printemps allemande en mars et avril. Le bataillon participe ensuite à la dernière offensive alliée de la guerre - l'offensive des Cent-Jours - qui est lancée près d'Amiens le 8 août 1918. Le bataillon poursuit ses opérations jusqu'à la fin septembre 1918, lorsque le Corps australien est retiré des combats pour se reposer et se réorganiser. Le bataillon est toujours hors du front lorsque l'Armistice est déclaré le 11 novembre 1918.
Après la fin des hostilités, le bataillon retourne en Australie entre novembre 1918 et mai 1919 pour être démobilisé et libéré. Pendant la guerre, le bataillon a subi 3 485 pertes, dont 1 203 tués. Les membres du bataillon ont reçu les décorations suivantes : deux compagnons de l'ordre de Saint-Michel et Saint-Georges, cinq ordres du service distingué avec une barrette, 28 croix militaires avec une barrette, 20 Distinguished Conduct Medal avec une barrette, 125 médailles militaires avec quatre barrettes, sept médailles du service méritoire (en), 68 citations et sept récompenses étrangères.

### Années de l'entre-deux-guerres
Pendant la guerre, alors que les unités de l'AIF sont déployées à l'étranger, la milice reste en Australie dans le cadre du service national, au cours duquel elle est appelée à fournir un service dans des installations considérées comme vitales pour l'effort de guerre, telles que les ports, les bases militaires et les usines de munitions, ainsi qu'à assurer la défense des côtes. Au cours de la guerre, bien que l'on tente de limiter le nombre de miliciens rejoignant l'AIF, en particulier dans les métiers considérés comme vitaux pour la défense nationale tels que l'artillerie de garnison et les ingénieurs, un grand nombre de miliciens se portent volontaires pour servir dans l'AIF, à tel point que de nombreuses unités de milice cessent d'exister en tant qu'unités efficaces. Par conséquent, le programme de conscription est temporairement suspendu en septembre 1915 et ce n'est que vers la fin de la guerre qu'il reprend de plus belle.
Après la reprise du programme de service national obligatoire en 1918, la milice australienne est réorganisée. Un certain nombre de changements sont effectués, y compris les désignations de nombreux régiments d'infanterie de la milice qui sont élargis pour devenir des régiments multi-bataillons et sont redésignés. Dans le cadre de ces changements, le 29e régiment d'infanterie (Australian Rifles) devient le 2e bataillon du 36e régiment d'infanterie, tandis que le 40e régiment d'infanterie (qui a été formé en 1915 à partir des 37e et 38e régiments d'infanterie) devient le 5e bataillon du 18e régiment d'infanterie. À la mi-1919, la plupart des bataillons de l'AIF sont dissous, mais ce n'est que le 1er avril 1921 que l'AIF est officiellement dissoute. En mai 1921, la milice est à nouveau réorganisée et les unités de milice existantes sont redésignées afin de préserver les honneurs de bataille et l'identité des unités de l'AIF qui leur sont associées. À la suite de cette décision et en raison des liens que le 4e bataillon de l'AIF entretient avec le 2e bataillon du 36e régiment d'infanterie et le 5e bataillon du 18e régiment d'infanterie, ces deux unités de milice sont fusionnées et redésignées comme le 4e bataillon. En 1927, le bataillon réadopte sa désignation territoriale, devenant le 4e bataillon (Australian Rifles),.
En 1929, après l'élection du gouvernement travailliste de Scullin, le programme de service national obligatoire est à nouveau suspendu et il est décidé que la milice ne sera maintenue que sur une base volontaire et à temps partiel. Associé aux difficultés économiques de l'époque dues à la Grande dépression en Australie (en) et au manque général d'importance accordée aux questions de défense à l'époque par le gouvernement et le public, les effectifs de la milice diminuent et un certain nombre d'unités sont fusionnées. Le 4e bataillon est l'une de ces unités, fusionnant avec le 3e bataillon (en) (Werriwa Regiment) en 1930, débutant une association qui se poursuit aujourd'hui. En 1937, le bataillon est dissocié et redevient une unité distincte,.

### Seconde Guerre mondiale
Comme cela s'était produit pendant la Première Guerre mondiale, le gouvernement australien décide, au début de la Seconde Guerre mondiale, de lever une force entièrement volontaire pour le service à l'étranger. Cette force est connue sous le nom de seconde force impériale australienne (2e AIF). Dès le départ, il est décidé de lever cette force avec peu d'impact sur la milice, car il est estimé qu'il est nécessaire de renforcer les défenses en Australie en raison des inquiétudes concernant le fait que la Grande-Bretagne pourrait ne pas être en mesure de tenir sa promesse de défendre Singapour en cas d'attaque japonaise. Par conséquent, le nombre de miliciens autorisés à rejoindre la 2e AIF est initialement limité. Néanmoins, un grand nombre de miliciens se portent volontaires et, dans un effort pour préserver l'identité territoriale des unités de milice, de nombreux hommes du 4e bataillon sont affectés au 2/4e bataillon (en) AIF, qui est levé à Ingleburn, en Nouvelle-Galles du Sud, en octobre 1939.
En janvier 1940, le programme de circonscription qui est suspendu depuis 1929 est réintroduit et les unités de milice sont progressivement appelées pour des périodes de trois mois de service à plein temps afin d'améliorer leur préparation au cas où elles seraient appelées à combattre. Le 4e bataillon (Australian Rifles) est mobilisé au début de l'année 1942 à la suite de l'entrée en guerre du Japon et en juin 1942, il se concentre à Greta, en Nouvelle-Galles du Sud, formant la 8e brigade (en) avec les 30e (en) et 35e bataillons (en). Un mois plus tard, la brigade est transférée en Australie occidentale où elle reste pendant deux ans, accomplissant diverses tâches de garnison telles que l'entraînement, la construction et la tenue de positions défensives et la fourniture d'une force de travail. Pendant cette période, elle est stationnée à divers endroits le long de la côte entre Bunbury et Geraldton et faisait partie de la 2e division.

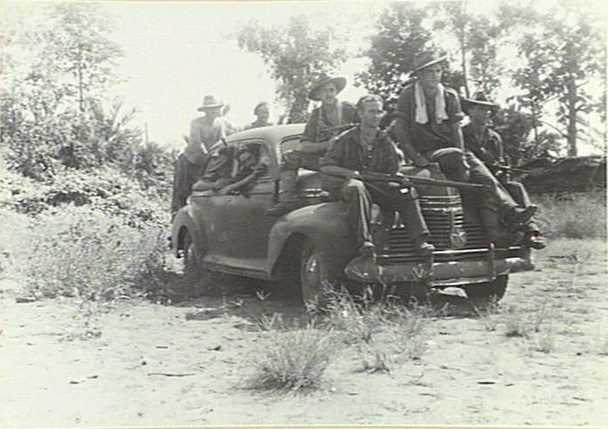
Des troupes du 4e bataillon utilisant une voiture d'état-major japonaise capturée durant une patrouille, Hansa Bay, juin 1944.

A la fin de l'année 1943, la 8e brigade est déplacée au Queensland septentrional et en janvier 1944, elle est réaffectée à la 5e division et déployée en Nouvelle-Guinée. Le 4e bataillon est la première unité de la brigade à arriver et après avoir relevé le 2/17e bataillon (en) à Sio, il commence à dégager la côte entre là et Saidor, afin de soutenir la campagne de la 9e division sur la péninsule de Huon. Début février, il achève cet objectif et est relevé par le 30e bataillon (en) à Crossingtown. Au fur et à mesure de la campagne, la 8e brigade est chargée de nettoyer la région de Madang-Bagadjim et le 4e bataillon effectue des patrouilles entre la rivière Maclay et la baie de Bostrem. En mai, la brigade passe à l'offensive contre les forces japonaises situées au nord d'Alexishafen afin de soutenir la campagne de la 6e division dans la région d'Aitape-Wewak. A la mi-juin, le 4e bataillon reprend l'avance et occupe Bogia, Potsdam et la baie d'Hansa. En octobre, après la fin des hostilités, il est transféré à Wewak alors que le processus de démobilisation commence. Les derniers membres du bataillon partent pour l'Australie le 24 janvier 1946 et le bataillon est ensuite dissous. Pendant la guerre, le bataillon a subi 39 pertes, dont 15 tués. Les membres du bataillon ont reçu les décorations suivantes : deux médailles militaires et six citations.

### Après la Seconde Guerre mondiale
En 1948, la milice est reconstituée sous le nom de Citizens Military Force (CMF), mais le 4e bataillon n'est reconstitué qu'en 1957, lorsqu'il est formé dans le district de Riverina en Nouvelle-Galles du Sud à partir du 7e /21e régiment de cavalerie légère (en) et du 56e bataillon (Riverina Regiment),. Le programme de service national est réintroduit en 1951, mais il est à nouveau suspendu en 1960. Dans le même temps, l'armée australienne est réorganisée avec l'introduction de la structure divisionnaire pentropique (en) et les anciennes unités de milice régionales subsumées en six régiments basés dans les États. En conséquence, l'armée de réserve est fortement réduite en taille et de nombreuses unités d'infanterie sont absorbées dans les nouveaux bataillons qui sont organisés selon l'organisation pentropique. Le 4e bataillon est intégré au 3e bataillon (Royal New South Wales Regiment), formant deux compagnies : la compagnie « D » (Australian Rifles) et la compagnie « E » (Riverina Company),.
En 1965, l'organisation pentropique est abandonné et l'armée de réserve est à nouveau réorganisée. À la suite de celle-ci, les bataillons existants sont réduits en taille et un certain nombre de nouveaux bataillons sont levés dans les régions plus peuplées de la Nouvelle-Galles du Sud, du Queensland et du Victoria. En conséquence, le 4e bataillon est reconstitué en tant que tel le 1er juillet 1965, devenant le 4e bataillon (Royal New South Wales Regiment). En tant que 4 RNSWR, le bataillon reste en ordre de bataille jusqu'en 1987, date à laquelle une nouvelle réorganisation de l'armée de réserve australienne le voit fusionner à nouveau avec le 3 RNSWR, formant le 4/3 RNSWR, une unité qui existe toujours en tant que partie de la 5e brigade (en), attachée à la 2e division,.

## Honneurs de bataille
Le 4e Bataillon a reçu les honneurs de bataille suivants :
- Seconde guerre des Boers : Afrique du Sud 1900-1902[b],[1].
- Première Guerre mondiale : ANZAC, Débarquement à ANZAC, Défense à ANZAC, Suvla, Sari Bair–Lone Pine, Somme 1916, Somme 1918, Pozières, Bullecourt, Ypres 1917, Menin Road, Polygon Wood, Broodseinde, Poelcappelle, Passchendaele, Lys, Hazebrouck, Amiens, Albert 1918 (Chuignes), Ligne Hindenburg, Ligne Hindenburg, Epehy, France et Flandre 1916-1918[4].
- Seconde Guerre mondiale : Pacifique Sud-Ouest 1944-1945, Libération de la Nouvelle-Guinée australienne, Afrique du Nord, Bardia 1941, Prise de Tobrouk, Grèce 1941, Veve, Soter, Moyen-Orient 1941-1944, Crète, Héraklion, Pacifique Sud-Ouest 1942 –1945, Libération de la Nouvelle-Guinée australienne, Wewak, Mission Wirui, Mont Shiburangu–Mont Tazaki[c],[22].